# Dead Again (album Mercyful Fatea)
Dead Again šesti je studijski album danskog heavy metal sastava Mercyful Fate. Album je 9. lipnja 1998. godine objavila diskografska kuća Metal Blade Records. 

## O albumu
Dead Again prvi je album sastava na kojem nije bio prisutan dotadašnji gitarist Michael Denner. Također je označio i novo doba sastava jer je produkcija albuma mutnija i grublja te je zvuk gitare distorziraniji nego na prethodna tri albuma. K tome, grupa je na nekolicini skladbi predstavila složeniji i progresivniji zvuk.
Kako bi promovirao album, Mercyful Fate je u srpnju 1998. godine otišao na turneju po Sjevernoj Americi; turneja je trajala do rujna iste godine te je sastav u međuvremenu održao i par koncerata po Južnoj Americi.
Za skladbu "The Night" bio je snimljen glazbeni spot.

## Popis pjesama
Tekstovi: King Diamond. 
| 1.    | »Torture (1629)«     | Hank Shermann    | 5:03  |
| 2.    | »The Night«          | Shermann         | 5:51  |
| 3.    | »Since Forever«      | Diamond          | 4:40  |
| 4.    | »The Lady Who Cries« | Diamond          | 4:18  |
| 5.    | »Banshee«            | Diamond          | 4:47  |
| 6.    | »Mandrake«           | Shermann         | 6:06  |
| 7.    | »Sucking Your Blood« | Diamond          | 4:22  |
| 8.    | »Dead Again«         | Shermann         | 13:40 |
| 9.    | »Fear«               | Diamond          | 4:17  |
| 10.   | »Crossroads«         | Sharlee D'Angelo | 5:40  |
| 58:44 |                      |                  |       |

## Recenzije
Jason Anderson, glazbeni kritičar sa stranice AllMusic, dodijelio je albumu tri od pet zvjezdica te je izjavio: "Snimljen tijekom bjesnila aktivnosti koja je trajala krajem 1990-ih, Dead Again bio je vrlo vjerojatno sastavljen prilično brzo, uzimajući u obzir da su i Mercyful Fate i King Diamondov samostalni sastav objavljivali nove albume brzinom munje. Za ovakav je raspored najveći danak zasigurno plaćao pjevač Diamond, čiji su urlici ultra visokih tonova i tekstovi dugački poput romana kojim se služe oba sastava definitivno sastavili naporan raspored. Na ovom su se albumu Metal Bladea iz 1998. godine Diamondu pridružili gitaristi Hank Shermann i Mike Wead, bubnjar Bjarne T. Holm i basist Sharlee D'Angelo. Svaki član Mercyful Fatea osim Diamonda održava dobar nastup u pogledu stvaranja i sviranja dobrih rifova i aranžmana. Diamond, međutim, zvuči pomalo neinspirirano, no ipak uspijeva vrisnuti taman dovoljno kako bi očuvao atmosferu starog i kultnog Mercyful Fatea na životu. Među vrhunskim pjesmama nalaze se gotovo šašave "The Lady Who Cries" i "Sucking Your Blood", no materijal je pomalo umoran. Dead Again, koji nije jedan od najboljih albuma grupe, dočarava taman dovoljno magije kako bi na koncu bio isplativ isključivo posvećenim obožavateljima".

## Zasluge
| Mercyful Fate - King Diamond – vokali, miksanje, mastering - Hank Shermann – gitara - Mike Wead – gitara - Sharlee D'Angelo – bas-gitara - Bjarne T. Holm – bubnjevi | Ostalo osoblje - Necrolord – naslovnica - Chris Estes – inženjer zvuka - Kol Marshall – inženjer zvuka - Lars Flaenø Nielsen – fotografija - Joe Vera – dizajn - Sterling Winfield – produkcija |